# Francesca Acciaiuoli
Francesca Acciaiuoli fou filla de Neri I Acciaiuoli. El seu pare li va deixar Mègara i Sició per testament datat el 17 de setembre de 1394, poc abans de morir. Va ser senyora de Mègara i Sició del 1394 al 1430. Del 1394 al 1395 fou regent del ducat d'Atenes en nom de son germanastre Antoni I Acciaiuoli, però com que el pare havia legat el ducat a una església veneciana, fou ocupat pels venecians. A son germà (que després va recuperar Atenes) el va deixar hereu de les seves senyories al morir vers el setembre de 1430. Estava casada amb Carles I Tocco, duc de Lèucada, comte de Zante i Cefalònia i dèspota de Romania (mort el 4 de juliol de 1429).